# Peltonyxa australis
Peltonyxa australis is een keversoort uit de familie schorsknaagkevers (Trogossitidae). De wetenschappelijke naam van de soort werd in 1891 gepubliceerd door Thomas Blackburn.